# ستوديو دوزيم
استوديو 2M هو برنامج تلفزيوني غنائي مغربي، ويعد أول برنامج مغربي من نوعه لاكتشاف المواهب الشابة. وقد أذيع على القناة الثانية المغربية دوزيم لمدة 10 سنوات متتالية. بدأ الموسم الأول في 26 يونيو 2004، وقدمه ذلك العام المنشط التلفزي عماد النتيفي.

## مبدأ البرنامج
استديو دوزيم هو برنامج أنشأه مصطفى بنعلي ويستهدف البرنامج اكتشاف المواهب الغنائية الشابة بين 18 و 25 سنة، حيت يتم اختيارهم من مخلف مدن المملكة وأيضا من الجالية المغربية المقيمة بأوروبا وأمريكا الشمالية.
ويتم اختيار عشرين متباريا للمشاركة في البرايمات أمام لجنة التحكيم والتي تقوم باختيار إثنا عشر متباريا ليخظعوا لتصويتات الممشاهدين. وفي أخر المسابقة يتوج أربعة متبارين (جائزة الجمهور وجائزة لجنة التجكيم في الأغنية الشرقية وفي الأغنية الغربية).
يعرض البرنامج مساء أيام السبت ويقدمه كل من سميرة البلوي (والتي عوضت مريم سعيد) وشكيب الحسايني.
فيما يتكلف صامد غيلان وحليمة علوي بكواليس البرايمات الستة، ويقدمون كذالك كل يوم يوميات الكاستينغ ككواليس البرنامج واستعدادات البرايمات وأجواء المدينة التي تستقبل المشاركين...
وتكمن مهمة لجنة التحكيم في اختيار أفضل المشاركين في الأسبوع، وكذا تقديم النصائح للمواهب الشابة من منطلق تجربتهم.
الفائزون في برنامج ستوديو دوزيم يحصلون على مبلغ مالي قدره 50000 درهم إضافة إلى تعهد القناة بإنتاج أغنية فردية لهم، ويحصل الذين وصلو للنهائيات على مبلغ 20000 درهم.
في 2008 اجتاز 2479 شخص كاستينغ استودو دوزيم و2469 في 2009 و3062 في 2010 وفي 2008 أيضا تم الانتهاء من الأستديو الجديد والذي فتح في الدورة الخامسة من البرنامج والذي يتربع على مساحة 1200 متر مربع، ويعتبر أكبر استدويو في أفريقيا والعالم العربي وهو مصمم بطريقة تتناسب وفكرة البرنامج، ويستطيع استقبال أكثر من 500 شخص.
في 2009 بلغ عدد المشاهدين الذين تابعوا استوديو دوزيم 6718000 مشاهد في مختلف مراحل البرنامج. وفي برايم يوم 4 يوليوز، تابعه ما لا يقل عن 8,5 مليون مشاهد.
في 2010 فاز برنامج ستوديو دوزيم بالجائزة الكبرى للنسخة السادسة من ليلة «نجوم بلادي» لموسم 2010.

## المشاركون

### الدورة الأولى (2004)
| - نبيل جواط - جوديا بلكبير - عمر أحلافي - نورة بونيف - نوال الباشا - مروان صاحبي - كوثر لوكاس - فاطمة شاشو | - عبد العزيز بوحدادة - فؤاد بولبول - أمل بوشاري - فتحية ماجيل - فؤاد حماني - بدر بوتقبوت - أنور الطباخ | - كريستي كارو - لطيفة حجاج - سعاد شوقي - كريم التادلاوي - إيلام جاي - عبد الهادي بلخياط - الحاج يونس | - جوديا بلكبير - عبد العزيز بوحدادة |

### الدورة الثانية (2005)
| - حليمة ابن الكاتب علوي - صابرينا العجيب - أسماء لزرق - ميكاييل الشريقي - نهاد عبرودي - سناء كوجة - ليلى كوشي - هناء نيار - عثمان إكن | - حاتم عمور - محمد لحميدي - أمال وزاني طيبي - منى روكاشي - أيوب موحدي - غزلان غادي - مية بلكورة - فاطمة الزهراء منير - سارة فانيدي | - كريم التادلاوي - زبيدة الإدريسي - حاج يونس - لحسن زينون - مالك بلعربي | - ليلى الكوشي (جائزة لجنة التحكيم) - منى الروقاشي (جائزة الجمهور في صنف الأغنية الغربية) - حاتم عمور (جائزة الجمهور في صنف الأغنية العربية) |

### الدورة الثالثة (2006)
| - رضوان شهبون - حياة مرضي - دلال برنوصي - جميعة لرحراز - سميرة الحاجوي - ندى لحجمري - فاطمة الزهراء صدكان - جيهان بنوقاص - محمد ياسين بدرات - سميرة بلحاج - نجاة رجاوي - حسناء زلاغ - ريم السالمي - نوالدين الحوري - هاجر السليماني | - عادل رحيمي - منير لغنيمي - أمال دحيميني - لبنى أبروك - سارة برادة سني - جيهان بوكرين - جنات الغنجاوي - سامية بن عمر - إلياس بغري - بدر زكراوي (بدر سلطان) - سلمى الزرك - حياة سعودي - إيمان رابية - حسن ألحيان - ياسين بناني | - كريستي كارو - أحمد غزير - زبيدة الإدريسي - مالك بلعربي - نبيل الخالدي - حاج يونس | - حسناء زلاغ (جائزة الجمهور في صنف الأغنية العربية) - محمد ياسين بدرات (جائزة الجمهور في صنف الأغنية الغربية) - ايمان رابية (جائزة لجنة التحكيم) |

### الدورة الرابعة (2007)
| - جهاد بنفاغور - نور الدين رزوق - محمد نصيح - منى بوكيدار - عصمان منير - سهام ناجح - علي البكري - ليلى البراق | - سمير فجر - إيمان كركيبو - لينا مصفر - حسناء حالو - سناء مولالي - رشيد أسياخ - مروان البكري - صابرين الكولالي | - حاج يونس - كريستي كارو - مالك بلعربي - أحمد غزير - سعيد الشرايبي - مولاي احمد العلوي - أحمد عيدون - غيثة بن عبد السلام | - ليلى البراق - صابرين الكولالي - ايمان كركيبو - مروان بكري |

### الدورة الخامسة (2008)
| - أيوب الكطاري - هاجر بنسودة - أمين الرينكة - صبرين جبور - نورة كليفير - حكيم مروان - فاطمة الزهراء القرطوبي - لينا عمور - فهد بوصفيحة - غيثة بنجلون التويمي - هدى حمامي - نسرين تابت | - أحمد اليسير - سحر الصديقي - جميلة البداوي - محمد جلولي - شريف جواهر - ابتسام بوخريص - توبة فريد - ندى لزرق - صفاء بن كشيكيش - عماد الدراج - عزيز المتوكل - سفيان العثماني | - حاج يونس - كريستي كارو - مالك بلعربي - أحمد العلوي - نيبل الخالدي | - أمين رينغا (جائزة الجمهور في صنف الأغنية العربية) - هاجر بنسودة (جائزة الجمهور في صنف الأغنية الغربية) - سحر الصديقي (جائزة لجنة التحكيم) |

### الدورة السادسة (2009)
| - محمد شكراوي - محمد فرج غوات - مريم شقرون - صفاء الصافي - ناتاشا ماتوما سوماهورو - لبنى نجين - زبيدة فنيش - توفيق البوشيتي | - صوفيا منتصر - عماد نفعي - نورة جلوي - مراد بوريقي - محمد جلدي - فتيحة شباب - لمياء فاضل - حبيبة بوزيري | - نبيل الخالدي - حسن القدميري - نادية أيوب - مالك - سعيد مسكر | - توفيق البوشيتي - مريم شقرون - زبيدة فنيش - صوفيا منتصر |

### الدورة السابعة (2010)
| - وسيمة المايل - أمينة ايت بورحيم - سوسن أبو شيبة - إيمان ركيبي - جهاد صغير - نيكولاف توموف بوريسلاف - أمل وابدوس - ريم بنموقدم - إكرام بوراس - ابتسام أوقاسم | - زكرياء الغفولي - صوفيا شاهين - سيباستيان رايمبولت - دنيا بطمة - رباب ناجد - رضى مسعودي - لمياء زايدي الطائع - محسن صلاح الدين - أمل البوشاري - طارق فريح | - حسن القدميري - محمد الدرهم - نبيل الخالدي - مالك | - محسن صلاح الدين (جائزة لجنة التحكيم في صنف الأغنية الشرقية) - لمياء زايدي الطائع (جائزة لجنة التحكيم في صنف الأغنية الشرقية) - أمل البوشاري (جائزة لجنة التحكيم في صنف الأغنية الغربية) - طارق فريح (جائزة الجمهور) |

### الدورة الثامنة (2011)
| - أمينة البقالي - حنان كورايل - حنان كميمي - إسلام إبراهيم حسيني - ستامس أطويطا - نور الدين دربالي - أسامة ظهر - ندى لمران - غزلان بنحليمة - مريم بكوش - لحسن ايت بنعال | - لبنى شروق - كوثر مسعد - يوسف داني - كمال عموري - مروان حيداوي - عصام المودني - مريم أبكوش - محمدي سناء علوي - أسامة بسطاوي - مريم شجري | - كريستي كارو - محمد الدرهم - نبيل الخالدي - فؤاد الزبادي | - مريم شجري (جائزة لجنة التحكيم) - ستامس أطويطا (جائزة لجنة التحكيم) - مروان حيداوي (جائزة الجمهور) - كمال عموري (جائزة خاصة من لجنة التحكيم) |

### الدورة التاسعة (2012)
| - سكينة بوخريص - مراكش - كوثر براني - طنجة - عايدة ورغامي - تونس - رضوان برحيل - الدار البيضاء - معاد ناجدي - الرباط - لمياء نمير - الصويرة - هولة منكاد - تاونات - نبيلة بوزناك - الجزائر - عبد الله بوحمزة - فاس - إدريس هلالي - وجدة - هاجر عبس - وجدة - طه زين - سطات - إبراهيم شرف - تيزنيت - صباح المرنان - الدار البيضاء | - يوسف ناهدي - تونس - وسيلة خية - مراكش - إيمان مدور - الجزائر - مايرينا شبال - باريس - يوسف كلزيم - الرباط - يوسف برحو - الدار البيضاء - أحلام الشمعاوي - أكادير - عبد الوهاب جزولي - الجزائر - سحر مربوحة - الدار البيضاء - يسرى منصور - الجديدة - أنس حلواني - العيون - أود نديدي - الكاميرون - أمين البيض - فرنسا - سكينة الحجامي - الرباط | - محمد الدرهم - نبيل الخالدي - مالك | - يوسف كلزيم (تعادل مع ميرنا شبال وتم الحسم بتصويت الجمهور) - وسيلة خية (جائزة الجمهور) |

### الدورة العاشرة (2013)
| - أيوب التيجاني - مروة قريعة - نادية بوناس - ياسين جبلي - نبيلة مومن - رجاء لهاني - إحسان حبابو - محسن الروصادي - أمينة تقي الدين - نصر الدين حصالي - هاجر ميمون - سهام جنان | - لبنى سونة - عايدة خالد بوفلوس - كوثر صديق - نرجس زروال - رضوان البوكيلي - ضحى دكير - مديحة خوجة - صوفية الأمين - ياسين الجواهري - مارية موساوي - أحمد كوجيل - صونيا بوحدوي | - عبد العاطي آمنا - نبيل الخالدي - أوم | - حسن الروصادي (جائزة الجمهور) - وكوثر صديق (تعادل أمينة تقي الدين وكوثر صديق وتم الحسم بتصويت الجمهور) |

## وصلات خارجية
- الموقع الرسمي للقناة الثانية دوزيم